# Yelena Pershina
Yelena Pershina (née le 24 décembre 1963 en République socialiste soviétique d'Ukraine) est une athlète kazakhe spécialiste du saut en longueur, et dans une moindre mesure du triple saut. 

## Carrière

### Palmarès
| Date | Compétition             | Lieu     | Résultat | Épreuve          | Performance |
| ---- | ----------------------- | -------- | -------- | ---------------- | ----------- |
| 1995 | Championnats d'Asie     | Djakarta | 1re      | Saut en longueur | 6,50 m      |
| 1995 | Championnats d'Asie     | Djakarta | 3e       | Triple saut      | 13,17 m     |
| 1997 | Jeux de l'Asie de l'Est | Busan    | 1re      | Saut en longueur | 6,59 m      |
| 1998 | Championnats d'Asie     | Fukuoka  | 3e       | Saut en longueur | 6,50 m      |
| 1998 | Jeux asiatiques         | Bangkok  | 3e       | Saut en longueur | 6,55 m      |

### Records
| Épreuve          | Performance | Lieu   | Date        |
| ---------------- | ----------- | ------ | ----------- |
| Saut en longueur | 6,91 m      | Almaty | 7 août 1992 |